# Huma Abedin
Huma Abedin (Kalamazoo, 28 luglio 1976) è una politica statunitense, vicepresidente della campagna elettorale del 2016 di Hillary Clinton.

## Vita privata
Huma Abedin è stata sposata col deputato Anthony Weiner, da cui si è separata nel 2016.